# Lorenzo's Oil (película)
Lorenzo's Oil es una película estadounidense de  octubre de 1992. Su argumento habla de la tenacidad de un matrimonio de inmigrantes italianos por derrotar la enfermedad de su hijo Lorenzo Murphy Odone; la Adreno-Leuco-Distrofia hasta ese momento casi desconocida por la comunidad médica a nivel mundial, la cual se transmite solo de la madre al hijo varón y se manifiesta en los primeros años de vida de éste. Ignorados por la comunidad médica y negándose a aceptar el diagnóstico de que su hijo Lorenzo moriría irremediablemente en unos años, Augusto y Michaela Odone cuestionarán los tratamientos oficiales y buscarán por su propia cuenta algún remedio que pueda salvar la vida de su hijo.

## Argumento
Lorenzo Odone es un niño pequeño de 5 años que vive con sus padres Augusto y Michaela Odone. Pero el bienestar de esta familia se ve afectado cuando Lorenzo empieza a ser víctima de una extraña enfermedad, la ALD (adrenoleucodistrofia), una enfermedad que produce una cantidad excesiva de grasas en el cuerpo causando así daños en el cerebro, dando lugar a trastornos sensoriales, motores y del habla, sin cura alguna, causando la muerte rápida y dolorosa de quien la padece. Sus padres no se resignarán a la muerte de su hijo, así que deciden luchar contra la gran enfermedad a la que se enfrenta su hijo, ya que ningún médico, especialista, ni hospital les da la ayuda que necesitan para encontrar la solución a esta horrible enfermedad, el tan ansiado milagro. Tras entrar directamente en la investigación científica sobre Lorenzo, sus padres buscan una cura en lo que se llamará luego Aceite de Lorenzo y consiguen que un doctor a punto de jubilarse se lance con todo entusiasmo a sintetizarlo gota a gota, hasta mejorar a su hijo un 80% de esta horrible enfermedad.
- Datos: Q1058555